# Большой солдат
«Большой солдат» (кит. 大兵小將, англ. Little Big Soldier; досл.: «Большой солдат маленький генерал») — комедийный боевик 2010 года режиссёра Дин Шэна. Джеки Чан, исполнивший одну из главных ролей, также является автором сценария, исполнительным продюсером и постановщиком боевых сцен. По словам Чана фильм попал в «производственный ад» более чем на 20 лет.
Бюджет фильма 25 миллионов долларов. Съемки проходили с января по апрель 2009 года в провинции Юньнань.
Действие фильма происходит во время периода Сражающихся царств. Старый пехотинец (Чан) и молодой генерал противника (Ван) оказались единственными выжившими в жестокой битве. Солдат решает захватить генерала и привести его в своё царство в надежде получить награду по возвращении.

## Сюжет
Это было самое темное время в истории Китая, когда безжалостные военачальники вели сражения для удовлетворения своей бесконечной агрессии. Миллионы людей погибли, а у тех кто выжил есть только два варианта — убить или быть убитыми.
Армии воюющих царств Лян и Вэй столкнулись в кровавой бане, длившейся целый день, от рассвета и до заката. Только двое остались стоять на ногах — пехотинец царства Лян и генерал царства Вэй. Солдат выжил потому что искусно притворился мертвым, использовав устройство на своем теле, похожее на торчащую из него стрелу.
Солдат схватил раненого генерала, надеясь использовать это как средство к своей свободе — если он приведет его к главнокомандующему Лян, то сможет вернуться домой к мирной жизни. Двое мужчин часто ссорятся во время долгого и извилистого путешествия.

## В ролях
- Джеки Чан — солдат
- Ван Лихун — генерал
- Юй Жунгуан — капитан Ю
- Ю Жунгуан[англ.] — помощник Ю
- Кэн Ло[англ.] — стражник Ён
- Линь Пэн[англ.] — певица
- Ю Сон Чжун[англ.] — принц Вэн
- Цзинь Сун[кит.] — Лоу Фаньвэй
- Ду Юймин[кит.] — стражник Ву
- Сяо Дун Мэй — Лоу Фаньянь
- Ван Баоцян[англ.] — шпион
- У Юэ[англ.] — глава нищих

## Производство
Фильм является совместным производством китайской компании Polybona Films и гонконгской JCE Movies Limited, созданной Джеки Чаном в 2003 году. Фильм примечателен тем что находился в производстве в течение 20 лет. Чан хотел написать сценарий к историческому фильму и сыграть в нём ещё с 1980-х годов, времени роста известности гонконгских боевиков.

### Кастинг
Изначально Чан в роли генерала видел Дэниела Ву, но отказался от этой мысли после осознания того что он снял уже два фильма с Ву. Жена Чана, Джоан Лин, предложила кандидатуру их сына Джейси, но Чан был категорически против. Потом Лин предложила кандидатуру Ван Лихуна, на которую Чан сразу же согласился.

## Прокат
Выход фильма в Китае состоялся 14 февраля 2010 года, а в Гонконге — 25 февраля. В России прокатом фильма занималась компания «Top Film Distribution», дата премьеры кинокартины — 24 июня 2010 года.

## Видеоигра
На конференции в Пекине 20 ноября 2009 года Джеки Чан, совместно с Universal Culture Limited и EURO WEBSOFT, объявил о выходе игры в жанре MMO для продвижения фильма. Также на этой конференции показали персонажей Чана и Вана. 26 января 2010 года игра вышла под названием «FLASH Little Big Soldier» (кит. FLASH大兵小將). Это free-to-play игра, доступная только на китайском языке.